# Культурбольшевизм
Культурбольшевизм (нем.  Kulturbolschewismus) — термин нацистов, обозначающий направления в немецкой культуре, которые они считали вредными для немецкого национального духа и враждебными немецкому государству в соответствии с идеологией национал-социализма, связывая их с подрывным влиянием большевизма и Октябрьской революции.

## Возникновение и область применения
Возник в правых буржуазных кругах Германии в 1920-х годах и приобрёл распространение в немецком обществе с началом в 1929 году мирового экономического кризиса. Активно применялся нацистами с 1933 г., после их прихода к власти, для подавления художественного авангарда и модернизма с последующими гонениями против таких художников. Также применялись термины Baubolschewismus (большевизм в строительстве), Kunstbolschewismus (большевизм в искусстве) — его синонимом в изобразительном искусстве был термин Entartete Kunst (дегенеративное искусство), а в музыке — Entartete Musik (дегенеративная музыка).

## Описание Карла фон Осецки
В апреле 1931 года известный немецкий писатель и журналист, впоследствии лауреат Нобелевской премии мира, Карл фон Осецки описал причины возникновения этого термина, связанные с Мировым экономическим кризисом 1929 года, и охарактеризовал его как очередную разновидность охоты на ведьм:
«У каждой фазы общественного развития есть свои лозунги. Когда в разгар быстро развивающегося процесса человеческий разум начинает чувствовать, что анонимные социальные силы не могут быть остановлены, чутко организованный человек убегает в мистику, в то время как человек грубый ищет современников, которых он сможет считать ответственными зачинщиками отвратительных тёмных событий. Так в Средние века, которые страдали от страшных эпидемий женской истерии, возникло увлечение охотой на ведьм. Поскольку причина тогда не могла быть понята, по крайней мере, жертвы болезни за неё ответили. … В условиях сегодняшнего кризиса облава идёт на злодея, который может быть врагом для всех. … Преобладающий лозунг сегодняшнего дня — „культурбольшевизм“, и через несколько лет он будет казаться таким же абсурдным и непостижимым, как слежка за „врагами рейха“ и другими произвольно выбранными носителями злого начала. … В то время как „марксизм“ ограничен точно выраженными юридическими документами, культурбольшевизм, напротив, стал общим местом почти всей буржуазной прессы, за исключением крупных либеральных газет, которые не отрицают своей духовной традиции и поэтому сами становятся причастными к этому проклятию. … Это разрушительная броская фраза, которая легко даётся демагогам и хранителям порядка, судьям по искусству и судьям по уголовным делам. Если мы захотим определить её точнее, то попадём в самую густую тьму. Когда дирижёр Клемперер использует темп иначе, чем его коллега Фуртвенглер; когда художник рисует в закате оттенок, который невозможно увидеть в Померании даже в яркий день; когда он сторонник контроля рождаемости; когда он строит дом с плоской крышей — это означает культурбольшевизм, а также показ кесарева сечения в кино. Культурбольшевизм управляет актёром Чаплином, и, если физик Эйнштейн утверждает, что принцип постоянной скорости света может быть утвержден только там, где нет гравитации, это тоже культурбольшевизм и лично доказанная преданность господину Сталину. Культурбольшевизм — это демократизм братьев Манн, культурбольшевизм — это музыкальное произведение Хиндемита или Вайля, которое можно оценить как вопли некоего безумца о позволении жениться на своей собственной бабушке. Все это оплаченные или добровольные услуги в поддержку Москвы. … Только знаменитые кружевные панталоны Марлен Дитрих в „Голубом ангеле“ ещё не были объявлены культурбольшевизмом, и это, вероятно, только потому, что они были выбраны самой киностудией».

## Оценка современников
Осенью 1939 года выдающийся американский теоретик современного искусства Клемент Гринберг опубликовал в журнале Partisan Review статью «Авангард и китч», где проанализировал принципиальное различие искусства авангарда и так называемого «искусства для масс» или китча. В статье раскрыты обстоятельства, по которым нацисты в своей культурной политике по вполне объективным причинам предпочли китч авангарду, объявив последний культурбольшевизмом:
«Гитлер по личным и идеологическим причинам являлся злейшим врагом авангарда, но это не помешало Геббельсу в 1932—1933 годах энергично обхаживать художников и писателей-авангардистов. Когда Готтфрид Бенн, поэт-экспрессионист, примкнул к нацистам, те громогласно его приветствовали, хотя в тот же самый момент Гитлер поносил экспрессионизм как „культурбольшевизм“. В тот момент нацисты осознали, что престиж, которым пользуется авангард у образованной немецкой публики, может быть им выгоден, а у них практические соображения всегда брали верх над личными предпочтениями Гитлера. Позднее нацисты предпочли в вопросах культуры прислушаться к запросам масс, чем к запросам тех, кто их финансировал; ибо последние, когда возникал вопрос о сохранении власти, проявляли такую же готовность пожертвовать культурой, с какой жертвовали они своими моральными принципами, тогда как массы, именно потому, что были лишены власти, следовало ублажать всеми прочими подручными способами. Необходимо было масштабнее, чем это принято демократиями, продвинуть иллюзию реальной власти масс. Литературу и искусство, которые нравятся массам и которые им понятны, следовало объявить единственно подлинными литературой и искусством, а всё прочее следовало уничтожить».